# Sampha

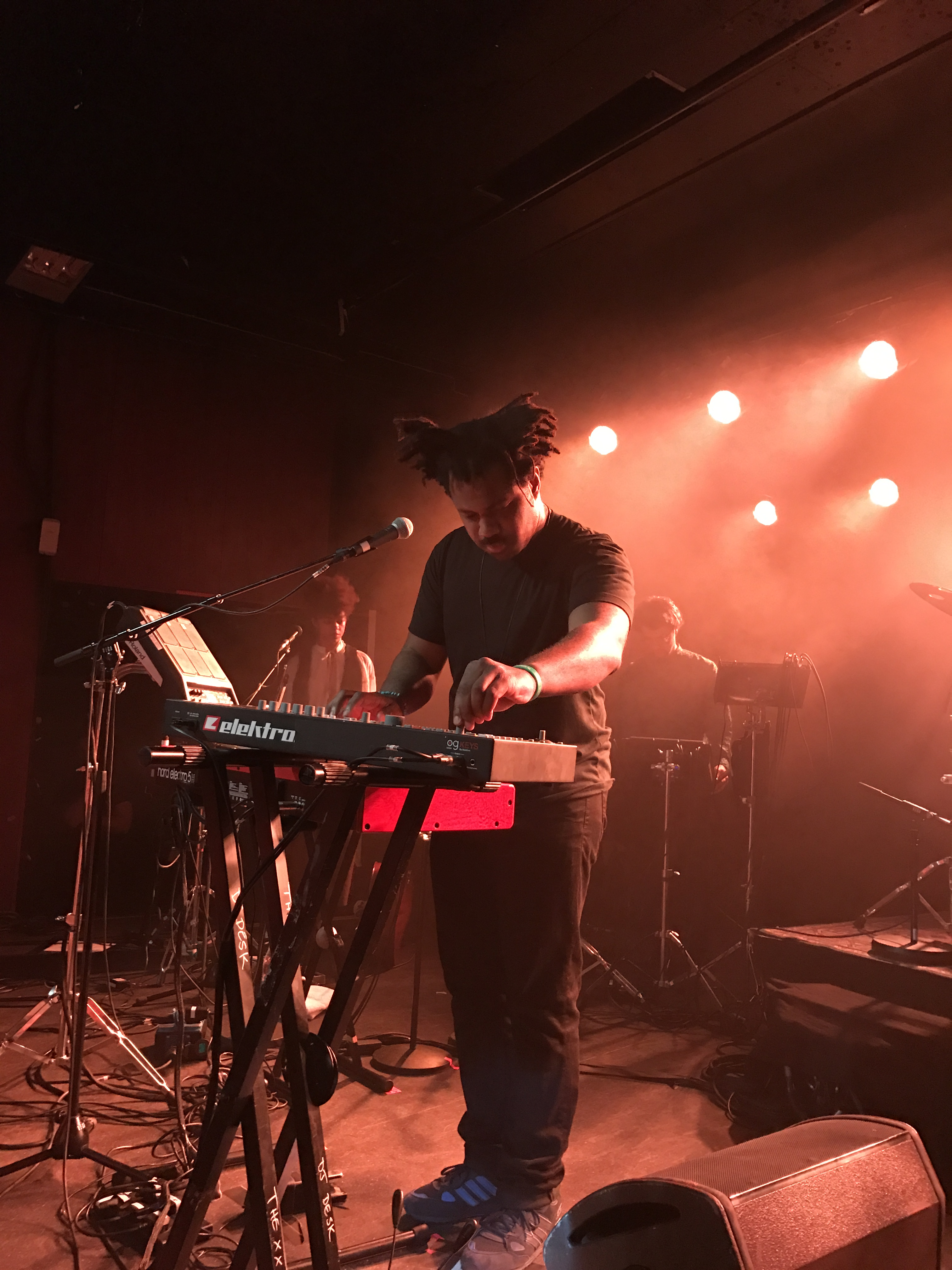
Sampha (2016)

Sampha Lahai Sisay (* 1988 in London) ist ein britischer Musiker.

## Karriere
Sampha Sisay stammt aus Morden im Südwesten von London. Seine Eltern, die dem Volk der Limba angehören, kamen Anfang der 1980er Jahre aus Sierra Leone. Er wuchs als jüngstes von fünf Kindern auf. Als er neun war, starb sein Vater an Krebs. Sampha begann früh damit, Klavier zu spielen und auch eigene Songs zu schreiben. Später diente er sich den Grime-Rappern in seiner Umgebung an und machte die Produktion für die Rapsongs seines Freunds. Erstmals auf ihn aufmerksam wurde man durch einen Remix des Songs Basic Space von The xx im Jahr 2009. Viel Anerkennung erfuhr er auch zwei Jahre später, als er beim von der Kritik gelobten Debütalbum von SBTRKT nicht nur als Produzent, sondern auch als Sänger und Songschreiber mitwirkte. Die Sängerin Jessie Ware war eine weitere Londonerin, mit der er zusammenarbeitete. Zu der Zeit veröffentlichte er auch seine erste eigene EP Sundanza.
2013 wurde Sampha vom kanadischen Rapper Drake eingeladen, auf seinem Album Nothing Was the Same mitzuwirken. Der gemeinsame Song Too Much wurde als Single ausgekoppelt und kam in die britischen und die US-Charts. The Motion, das als Bonussong produziert worden war, erreichte ebenfalls eine Top-100-Platzierung. Danach veröffentlichte er seine zweite EP Dual und bei Sound of 2014, der BBC-Prognose für den Durchbruch im kommenden Jahr, wurde er auf Platz 4 gewählt. Es gab aber in diesem und auch im nächsten Jahr kein Debütalbum und erst einmal auch keine sonstigen Veröffentlichungen, sondern er arbeitete weiter mit anderen Musikern wie SBTRKT und Katy B zusammen. 2016 war er auf Alben von Kanye West und Frank Ocean vertreten. Der Song Don’t Touch My Hair vom Album A Seat at the Table von Solange Knowles brachte ihn zum zweiten Mal als Gastsänger in die US-Charts.
Zum Jahresende stellte er dann zwei Songs im Vorgriff auf sein Debütalbum vor. Anfang Februar 2017 wurde das Album Process international veröffentlicht. In Großbritannien stieg es auf Platz 7 ein und auch in USA und Australien und weiteren Ländern in Europa konnte es sich in den Charts platzieren. Das Album wurde mit dem Mercury Prize 2017 ausgezeichnet. 2023 veröffentlichte er das mit einem anthroponymischen Eponym nach seinem Mittelnamen benannte Album Lahai.

## Diskografie

### Alben
| Jahr | Titel   | Höchstplatzierung, Gesamtwochen, AuszeichnungChartplatzierungen (Jahr, Titel, Platzierungen, Wochen, Auszeichnungen, Anmerkungen) | Höchstplatzierung, Gesamtwochen, AuszeichnungChartplatzierungen (Jahr, Titel, Platzierungen, Wochen, Auszeichnungen, Anmerkungen) | Höchstplatzierung, Gesamtwochen, AuszeichnungChartplatzierungen (Jahr, Titel, Platzierungen, Wochen, Auszeichnungen, Anmerkungen) | Höchstplatzierung, Gesamtwochen, AuszeichnungChartplatzierungen (Jahr, Titel, Platzierungen, Wochen, Auszeichnungen, Anmerkungen) | Höchstplatzierung, Gesamtwochen, AuszeichnungChartplatzierungen (Jahr, Titel, Platzierungen, Wochen, Auszeichnungen, Anmerkungen) | Anmerkungen                            |
| Jahr | Titel   | DE | AT | CH | UK | US | Anmerkungen                            |
| ---- | ------- | --- | --- | --- | --- | --- | -------------------------------------- |
| 2017 | Process | DE46 (1 Wo.)DE | — | CH34 (1 Wo.)CH | UK7 Silber · (7 Wo.)UK | US51 (1 Wo.)US | Erstveröffentlichung: 3. Februar 2017  |
| 2023 | Lahai   | DE98 (1 Wo.)DE | — | CH67 (1 Wo.)CH | UK21 (1 Wo.)UK | — | Erstveröffentlichung: 20. Oktober 2023 |

EPs
- 2010: Sundanza
- 2013: Dual

### Singles
| Jahr | Titel Album                               | Höchstplatzierung, Gesamtwochen, AuszeichnungChartplatzierungen (Jahr, Titel, Album, Platzierungen, Wochen, Auszeichnungen, Anmerkungen) | Höchstplatzierung, Gesamtwochen, AuszeichnungChartplatzierungen (Jahr, Titel, Album, Platzierungen, Wochen, Auszeichnungen, Anmerkungen) | Anmerkungen |
| Jahr | Titel Album                               | UK | US | Anmerkungen |
| --- | ----------------------------------------- | --- | --- | --- |
| 2013 | Too Much Nothing Was the Same             | UK86 Silber · (1 Wo.)UK | US64 (1 Wo.)US | Erstveröffentlichung: 31. Oktober 2013 Drake feat. Sampha Autoren: A. Graham, S. Sisay, P. Jefferies, E. Haynie |
| 2016 | Don’t Touch My Hair A Seat at the Table   | — | US91 (1 Wo.)US | Erstveröffentlichung: 30. September 2016 Solange feat. Sampha Autoren: S. Knowles, S. Sisay                     |
| Folgende Lieder erschienen nicht als Single, wurden aber durch das Album zum Download und Streaming bereitgestellt und konnten somit eine Platzierung erlangen: |                                           | | | |
| |                                           | | | |
| 2013 | The Motion Nothing Was the Same           | UK93 (1 Wo.)UK | — | Drake feat. Sampha                                                                                              |
| 2017 | (No One Knows Me) Like the Piano Process  | UK92 Silber · (2 Wo.)UK | — | |
| 2017 | 4422 More Life                            | UK39 Silber · (4 Wo.)UK | US50 (2 Wo.)US | Drake feat. Sampha                                                                                              |
| 2022 | Father Time Mr. Morale & the Big Steppers | UK47 (1 Wo.)UK | US11 (2 Wo.)US | Kendrick Lamar feat. Sampha                                                                                     |

Weitere Singles
- 2010: Evening Glow / Break Off (SBTRKT & Sampha)
- 2011: Valentine (Sampha & Jessie Ware)
- 2013: Too Much / Happens
- 2016: Timmy’s Prayer
- 2016: Blood on Me

Gastbeiträge
- 2011: What You Won’t Do for Love / Jessie Ware feat. Sampha
- 2014: Play / Katy B feat. Sampha
- 2014: A Kiss Goodbye / Emile Haynie feat. Charlotte Gainsbourg, Devonté Hynes & Sampha
- 2015: Loop the Loop / Bullion feat. Sampha
- 2016: Saint Pablo / Kanye West feat. Sampha
- 2016: Alabama / Frank Ocean feat. Sampha & Jazmine Sullivan